# 月乃光司
月乃 光司（つきの こうじ、1965年2月3日‐）は、日本の作家、障害者など様々な人々が関わるパフォーマンス集団「こわれ者の祭典」の代表者。

## 人物
小中学校時代にいじめられた経験を持つ。高校入学後に対人恐怖症、醜形恐怖症を患い4年間引きこもり生活を送る。
20代半ばからアルコール依存症を患うが精神科病院への入院や自助グループへの参加により健康を回復し、社会人として生活を送る。
会社員時代に自身の体験をまとめ書きあげた著書「窓の外は青 アルコール依存症からの脱出!!」を2001年に出版、作家デビューを果たしこの作品で新潟市民文学奨励賞・新潟出版文化賞文芸賞を受賞する。
デビュー後新潟日報にコラムを連載する。また2002年5月31日には自身が代表を務める『こわれ者の祭典』が新潟市総合福祉会館で初公演を行うなど様々な活動をしている。やがて、それらの活動は、いくつかのメディアから取り上げられ注目を集めるようになった。映画「降りてゆく生き方」にも出演。2010年には、これら活動が人々に力と勇気を与えているとして、第5回安吾賞新潟市特別賞を受賞する。 
現在は硫化水素自殺問題に取り組んだり、インターネットラジオ局オールニートニッポンの番組「ハート温泉」に戸川純と共に出演するなど様々な活動に取り組む。また新潟県内の2つの大学（新潟薬科大学と新潟青陵大学)で非常勤講師として教育活動を行っている。

## 主な著作
- 窓の外は青 アルコール依存症からの脱出!!（新潟日報事業所 2002年）ISBN 9784888628662
- 家の中のホームレス―神様、僕を引きこもりにしてくれたことを感謝します（新潟日報事業社 2004年）ISBN 9784861320583
- 仲間（一〇〇〇番出版 2006年)ISBN 978-4903686066
- 病気だョ!全員集合―月乃光司対談集（新紀元社 2007年）ISBN 9784775305331
- ひきこもり--ただいま冬眠中(高橋 和枝、田原 和隆、Kaccoとの共書、新潟日報事業所2003年)ISBN 978-4888629959